# Jean-Jacques Moreau (peintre)
Pour les articles homonymes, voir Jean-Jacques Moreau et Moreau.

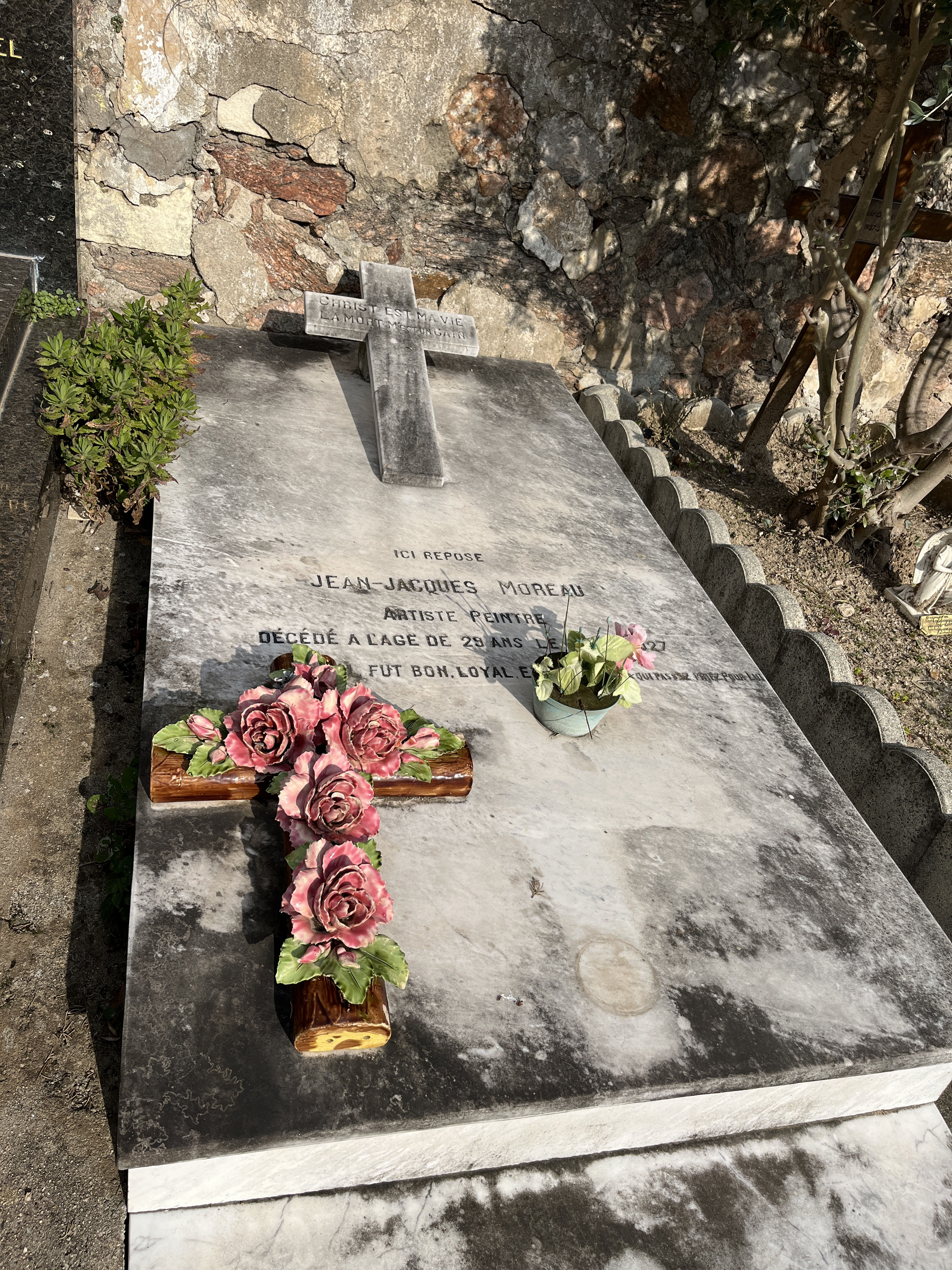
Tombe de Jean-Jacques Moreau au cimetière du Grand Jas, à Cannes (Alpes-Maritimes).

Jean-Jacques Moreau, né le 14 avril 1899 à Saint-Quentin et décédé le 5 novembre 1927 à Cannes à l'âge de 28 ans, est un artiste peintre et dessinateur français. Sa période de production de tableaux dura 7 ans, de 1920 jusqu'à sa mort en 1927. Cependant, sa peinture dédiée à un retour au classicisme après la période cubiste et son amitié avec le peintre Roger de La Fresnaye, font qu'on[Qui ?] le considère comme un maillon entre Roger de La Fresnaye et les futurs peintres du groupe « Force Nouvelle ».
L'œuvre de Jean Jacques Moreau a été réunie par son fils François Moreau de Balasy (décédé en 2015) puis fit l'objet d'une donation au musée d'Art moderne de Troyes en 1987. En 2017, les petits enfants de Jean Jacques Moreau (Jean-Jacques, Gabriel et Étienne de Balasy) perpétuent cette démarche en offrant au musée deux natures mortes.
Deux légendes courent à son sujet : deux de ses tableaux restent introuvables. Des témoins de l'époque rapportent que Jean Cocteau vint un jour à Grasse où vivait Moreau, accompagné de l'auteur H. G. Wells. Ce dernier aurait acquis deux toiles pour les offrir à sa maitresse. Après de longues recherches dans le Fonds du Legs Wells, on ne retrouva nulle trace de ses deux œuvres. Enfin, en 1945, le critique d'art et auteur Raymond Cogniat, aidé du peintre Francis  Picabia, voulurent exposer quelques œuvres de Moreau au sein d'une exposition consacrée à Pablo Picasso. L'opération avorta. Picasso aurait déclaré : « Je ne veux pas de ces tableaux au milieu des miens, ce type peint beaucoup trop bien ».
En 1924, Roger de La Fresnaye  offrit à Jean Jacques Moreau son tableau Portrait de Guynemer, désormais visible au Centre Pompidou, à Paris.

## Biographie
Jean Jacques Moreau est né le 14 avril 1899 à Saint Quentin. Son père, Henri Moreau, est facteur de pianos, compositeur de mélodies, et l'accordeur préféré et ami d'Alfred Cortot. Dès l'adolescence, il souffre d'un mal de poitrine, qui sera vite diagnostiqué comme une tuberculose. En 1921, il rencontre sa future femme, Suzanne Fortin. Après un voyage à Florence, sa femme et lui s'installent à Grasse, où il rencontre Roger de La Fresnaye par l'entremise du peintre Robert Lotiron. De 1922 à sa mort en 1927, Moreau peint tant qu'il peut bien que nombreux séjours en sanatorium ralentissent sa vie et son travail. Il est mort le 5 novembre 1927 à Cannes à l'âge de 28 ans des suites d'une septicémie.

## Analyse
- Si vous ne connaissez pas le sujet, laissez ce bandeau (vous pouvez alors contacter les auteurs).
- Si vous supprimez le contenu mis en cause (vous pouvez préalablement contacter les auteurs),

argumentez précisément cette suppression dans la page de discussion
(un manque de référence n'est pas un argument ; une recherche réelle de référence doit avoir été effectuée, être formellement documentée).
La brièveté de la  vie et donc de la production de Jean Jacques Moreau empêche de deviner vers quoi aurait évolué son style. Les œuvres visibles au musée d'Art moderne de Troyes sont d'une façon évidente très marquées la filiation artistique entre Roger de La Fresnaye et Moreau. Ils ont en commun un goût pour un classicisme revisité inspiré par « l'austérité et la noblesse du dessin ». Moreau disait de La Fresnaye : « Il exprime ce que je ressens depuis longtemps ; il a raison, il faut oser exploser par une exagération dans l'expression équilibrée quand même. Il faut faire de la peinture, de belles lignes et il faut dévorer son sujet, il faut qu'il vous emporte. Il faut regarder longtemps, exécuter vite, ensuite, à chaud, sans cela l'expression se fige, vous échappe. C'est la lutte. C'est terrible. C'est beau. on ne peut pas vivre sans peindre ce monde qu'on voit...Comment peut on vivre sans cela ? ».
Les paysages, les natures mortes, les portraits de Moreau sont empreints d'une grande pudeur mêlée à une force indéniable. Ses dessins sont d'une grande finesse. Le peintre Jacques Villon en disait : « ... il dessine bien... Très bien... Il a la finesse et le la puissance de Ingres ».
Une certaine mélancolie peut être ressentie dans ses tableaux. Moreau était très croyant. D'une foi sérieuse et philosophique, très marquée par la théosophie. Il eut une enfance difficile et se sut malade très tôt. La courte vie qu'il eut fut marquée par la très grande pauvreté et l'angoisse de mourir en laissant derrière lui une femme qu'il adorait et un petit garçon de six ans à peine, ainsi qu'une œuvre totalement inachevée. La veille de sa mort, il déclara : « Je commençais à peine à comprendre ce qu'est la peinture ».

## Œuvres

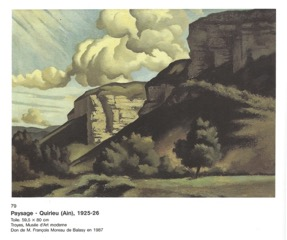
Paysage à Quirieu. 1925.

- Paysage à Quirieu. 1925.Autoportrait dans le style du Novecento[1]
- Jeune Homme à la toge[1]
- deux paysages[1]

## Expositions
- (posthume) 29 novembre 1991 - 13 janvier 1992 : musée d'Art moderne de Troyes[2]

## Citation
- « Il dessinait bien. Très bien. Dans le genre d'Ingres » (Villon)[1]